# Julien Trarieux
Pour les articles homonymes, voir Trarieux.
Julien Trarieux, né le 19 août 1992 à Nice, est un coureur cycliste français.

## Biographie

### Débuts et carrière amateur
En 2010, Julien Trarieux se distingue en devenant champion de France juniors de VTT cross-country (moins de 19 ans). Il termine par ailleurs deuxième du championnat du monde juniors dans cette discipline. 
En 2013, il devient une nouvelle fois champion de France de cross-country chez les espoirs (moins de 23 ans). Il commence également à se consacrer au cyclisme sur route en intégrant le Sprinter Club de Nice. Début mars, il s'impose sur le Tour de l'Ardèche méridionale, une manche de la Coupe de France DN3 Il court ensuite de 2014 à 2017 au sein de l'AVC Aix-en-Provence, en délaissant quelque peu le VTT. Bon puncheur, il se distingue chez les amateurs en obtenant cinq victoires et diverses places d'honneur. Ses performances lui permettent de signer un premier contrat professionnel avec l'équipe Delko-Marseille Provence-KTM,

### Carrière professionnelle

#### Saison 2018
Julien Trarieux réalise ses débuts professionnels lors du Sharjah Tour (29e du général), qu'il dispute au service de son coéquipier Javier Moreno, vainqueur de l'épreuve. En Coupe de France, il rentre notamment parmi les 30 premiers sur la Classic Loire-Atlantique (19e) et la Route Adélie de Vitré (29e). En avril, il prend le départ de son premier Paris-Roubaix où il parvient à rallier l'arrivée sur le vélodrome André-Pétrieux (98e) à plus de 23 minutes du vainqueur Peter Sagan. En mai, il décroche une 7e et une 11e place d'étape sur le Rhône-Alpes Isère Tour. Il enchaîne par les Quatre Jours de Dunkerque en terminant 14e de la première étape.

#### Saison 2019
Il commence la saison 2019 par le GP d'ouverture La Marseillaise où il échoue au pied du podium (4e) sur lequel figure son coéquipier Romain Combaud (2e). Fin février, il est au départ du Tour du Rwanda, auteur d'une 5e place lors de la sixième étape remportée par son coéquipier Przemysław Kasperkiewicz. Il décroche des accessits en mars sur la Nokere Koerse (20e), le GP de Denain (22e) puis sur Cholet-Pays de la Loire (9e). En avril, il est de nouveau aligné sur Paris-Roubaix (71e). Échappé lors de l'étape reine des Quatre Jours de Dunkerque, il y prend la deuxième place du classement de la montagne. Il se distingue en juin sur les Boucles de la Mayenne (12e du général) puis début août sur la RideLondon-Surrey Classic, 19e de l'épreuve World Tour anglaise après avoir échappé à une chute massive dans les derniers kilomètres. Il décroche une dernière place d'honneur en octobre, terminant le Tour de Vendée à la 6e position.

#### Saison 2020
Sa troisième saison au sein du peloton professionnel débute sur une épreuve qui fait sa réapparition au calendrier, le Tour d'Arabie saoudite. Il enchaîne par le Trofeo Laigueglia où son coéquipier Biniam Hailu prend la deuxième place. Du fait de l'épidémie de coronavirus, sept équipes World Tour renoncent à prendre le départ de Paris-Nice, en compensation, les équipes sont autorisées à aligner huit coureurs, permettant à Julien Trarieux de découvrir la Course au soleil.

## Palmarès sur route

### Par année
- 2013
  - Tour de l'Ardèche méridionale
  - 2e du Grand Prix d'Antibes
- 2014
  - Grand Prix de Six-Fours
- 2016
  - Grand Prix cycliste Artuby Verdon
  - Grand Prix de Bras
  - 3e étape de La Jean-Patrick Dubuisson
  - 2e de La Jean-Patrick Dubuisson
- 2017
  - 2e étape du Tour de la Manche
  - 3ea étape des Quatre Jours des As-en-Provence (contre-la-montre par équipes)
  - 2e du Grand Prix du Pays d'Aix
  - 2e du Tour du Pays Lionnais
  - 3e du Circuit des Quatre Cantons
- 2023
  - Tour du Huangshan : 
    - Classement général
    - 3e étape
- 2024
  - Tour d'Alanya
  - 2e du Grand Prix Syedra Ancient City

### Classements mondiaux
| Année                                 | 2018  | 2019 | 2020  | 2021 | 2022 | 2023 | 2024 |
| ------------------------------------- | ----- | ---- | ----- | ---- | ---- | ---- | ---- |
| Classement mondial                    | 2031e | 514e | 1278e | 762e | nc   | 478e | 870e |
| UCI Europe Tour                       | 1506e | 392e | 978e  | 601e | nc   | nc   | nc   |
|                                       |       |      |       |      |      |      |      |
| Légende : nc = non classéSource : UCI |       |      |       |      |      |      |      |

## Palmarès en VTT

### Championnats du monde
- Mont Sainte-Anne 2010
  -  Médaillé d'argent du cross-country juniors

### Coupe du monde
- Coupe du monde de cross-country
  - 2022 : 59e du classement général

### Championnats de France
- 2010
  -  Champion de France de cross-country juniors
- 2011
  - 2e du championnat de France de cross-country espoirs
- 2013
  -  Champion de France de cross-country espoirs

### Autres compétitions
- 2016
  - Canyon Roc Marathon